# Алимов, Дмитрий Сергеевич
Дмитрий Сергеевич Алимов (род. 17 августа 1974 года, Куйбышев (Самара), СССР) — серийный предприниматель, инвестор в Интернет-сектор и медиа, основатель и управляющий партнер инвестиционного фонда Frontier Ventures, сооснователь онлайн кинотеатра ivi.tv. Занимал руководящие должности в компаниях ru-Net Ltd, Access Industries, «Амедиа», «ТНТ», «Группа Спутник». Входит в рейтинг «Топ-50 российских интернет-миллионеров» журнала «Секрет фирмы». В 2016 году журнал «European CEO» объявил Дмитрия Алимова победителем в номинации Предприниматель года (Венчурные инвестиции).

## Биография
Дмитрий Алимов родился 17 августа 1974 в Самаре.
В 1991—1994 годах изучал прикладную математику и вычислительную технику в Самарском государственном аэрокосмическом университете (СГАУ).
В 1998 году окончил с высшим отличием Миссурийский университет (США) по специальности «Деловое администрирование (финансы)».
Начал карьеру в департаменте слияний и поглощений инвестиционного банка Ренессанс Капитал.
В 1998—2002 годах был вице-президентом инвестиционной компании «Группа Спутник», где занимался венчурными и прямыми инвестициями в области Интернет, медиа и технологий.
В 2001—2002 годах работал первым заместителем генерального директора, являлся членом совета директоров канала ТНТ.
В 2004 году получил степень MBA в Гарвардской школе бизнеса (США).
В 2003 году широкий резонанс в мировых бизнес кругах вызвала переписка Дмитрия Алимова с американским инвестором Джимом Роджерсом. После лекции Роджерса в Гарвардской школе бизнеса Алимов написал Роджерсу письмо, в котором оспаривал его мнение об инвестиционной непривлекательности России. Это письмо стало началом полемики, которую активно обсуждали бизнесмены по всему миру и освещали мировые СМИ, среди которых журнал The New Yorker, газета New York Post и другие.
В 2012 году журналисты Forbes и Financial Times присудили победу в этом споре Дмитрию Алимову, после того как Джим Роджерс пересмотрел своё отношение к России, став инвестиционным консультантом банка «ВТБ Капитал» и инвестировав в российские компании.
В 2004—2005 годах по приглашению Леонарда Блаватника работал в международной компании Access Industries (Eurasia), где отвечал за стратегию инвестиций в медиа России и СНГ.
В 2005 году был назначен управляющим директором Амедиа — российского производителя телевизионных сериалов и фильмов. В 2008 году Дмитрий Алимов продал свою долю в компании Амедиа Access Industries.
В 2007—2010 годах — управляющий партнер фонда ru-Net Ltd, инвестора в Yandex.ru и Ozon.ru.
Дмитрий Алимов инвестировал в ведущие российские интернет-проекты. Он выступил одним основателей и сыграл ключевую роль в финансировании и развитии российского онлайн-видеосервиса ivi.ru, от имени ru-Net Ltd инвестировал в сайт коллективных покупок Biglion.ru.
В 2011 году Дмитрий Алимов основал фонд Frontier Ventures объёмом 50 миллионов долларов, инвестирующий в российские интернет-проекты потребительского сектора.
В связи с этим в 2012 году Алимов заявил в интервью еженедельнику «РБК Daily»: «Российский рынок Интернет-услуг вступает в фазу стремительного развития, и мы намерены помочь в становлении завтрашним лидерам этого рынка… Впереди нас ждут, как минимум, 10—15 лет быстрого роста рынка».

## Frontier Ventures
Фонд Frontier Ventures, основанный в 2011 году Дмитрием Алимовым, инвестирует в компании, использующие искусственный интеллект. Официальный запуск фонда состоялся в марте 2012 года.
Штаб квартира фонда находится в городе Купертино, Калифорния (Кремниевая долина).
Партнеры и команда фонда — «серийные предприниматели», которые сами неоднократно проходили через процесс создания бизнеса с нуля. Они работают в тесном партнерстве с предпринимателями для создания успешных технологически ориентированных компаний на глобальном рынке.
В 2015 году Frontier Ventures принял участие в US$8 миллионном раунде C компании Chope Group Pte Ltd (Сингапур), операторе сервиса Chope.com по бронирования ресторанов в Юго-восточной Азии и Китае. Также в 2015 году Frontier Ventures стал лид-инвестором в AU$4.1 миллионном раунде А австралийской компании Expert 360 Pty Ltd (Австралия), операторе Expert360.com, глобальной платформой, которая предоставляет компаниям доступ к высококвалифицированным независимым консультантам (компания базируется в Сиднее).
Frontier Ventures также является инвестором в следующих компаниях: Storyhunter (США), онлайн-маркетплейс по производству видео контента, среди клиентов Storyhunter каналы CNN и National Geographic; Shyft (США), SaaS решение для компаний, организующих переезды; Frontier Car Group, онлайн-маркетплейс по продаже подержанных машин по модели Carprice в странах Азии, Африки и Латинской Америки и Albert (США), приложение для финансового планирования личного бюджета и сбережений.
Frontier Ventures вместе с Winklevoss Capital, Union Square Ventures и прочими инвесторами приняли участие в US$52,8 миллионном ICO Stacks.co (ранее Blockstack).
Blockstack создал уникальную технологию, позволяющую создавать и исполнять смарт контракты на Bitcoin.
В 2019 году Frontier Ventures инвестировал в Turing.com, глобальный маркетплейс для поиска и найми разработчиков программного обеспечения.
В 2012—2023 гг Frontier Ventures сделал более 40 инвестиций в технологические компании.